# Allineuc
Allineuc é uma comuna francesa na região administrativa da Bretanha, no departamento Côtes-d'Armor. Estende-se por uma área de 23,7 km². Em 2010 a comuna tinha 619 habitantes (densidade: 26,1 hab./km²).